# Gwynne Evans
Gwynne Evans (* 3. September 1880 in St. Louis; † 12. Januar 1965 ebenda) war ein US-amerikanischer Schwimmer, Wasserballspieler und Leichtathlet.

## Karriere
Evans war 1904 Teilnehmer der Olympischen Spiele in St. Louis. In der Schwimmdisziplin über 50 Yards Freistil und im Standhochsprung war der US-Amerikaner gemeldet, trat aber nicht an. Im Mannschaftsschwimmwettkampf über 4 × 50 Yards Freistil gewann er mit der Staffel vom Missouri Athletic Club Bronze. Mit dem Team des Missouri Athletic Club nahm er außerdem am Wettbewerb im Wasserball teil. Auch hier sicherte sich die Mannschaft Bronze.